# 서원고등학교 (충북)
서원고등학교(西原高等學校)는 대한민국 충청북도 청주시 흥덕구 가경동에 있는 공립 고등학교이다.

## 학교 연혁
- 2001년 9월 1일 : 학교 설립 인가 (충청북도교육위원회)
- 2003년 1월 11일 : 학급 배정 (남 4학급, 여 7학급 총 11학급)
- 2003년 3월 1일 : 초대 안성배 교장 부임
- 2006년 2월 10일 : 제1회 졸업 (369명)
- 2022년 3월 1일 : 행복자치미래학교 정착기(2022.3.1~2024.02.29)
- 2022년 9월 1일 : 제9대 신우성 교장 부임
- 2023년 12월 20일 : 제19회 졸업식(236명) 총 6,640명 졸업
- 2024년 3월 4일 : 2024학년도 입학(10학급(남여 혼성) 301명)

## 참고 자료
- 서원고등학교 - 한국교육학술정보원 학교알리미